# كريستي لوغان
كريستي لوغان (بالإنجليزية: Kirsty Logan) (13 مارس 1984)؛ روائية اسكتلندية. تعيش لوغان في مدينة غلاسكو. وقد كتبت أطروحتها الجامعية حول إعادة سرد الحكايات الخيالية، كما بُثَّت أعمالها على إذاعة بي بي سي راديو 4. وقد ذكرت أن إيمّا دونوغو وأنجيلا كارتر هما المؤثرتان الرئيسيتان في مسيرتها.